# Dominique Hulin (mathématicienne)
Pour les articles homonymes, voir Hulin (homonymie) et Dominique Hulin (homonymie).
Dominique Hulin (née en 1959) est une mathématicienne française spécialisée en géométrie différentielle et connue en particulier pour son livre de géométrie riemannienne.

## Biographie
Dominique Hulin a étudié les mathématiques à l'École Normale Supérieure de Paris de 1978 à 1983, y travaillant avec Marcel Berger et obtenant son doctorat en 1983 avec la thèse Pinching and Betti Numbers. Elle a été maîtresse de conférences à l'université Paris-Diderot de 1983 à 1985, date à laquelle elle est devenue maîtresse de conférences à l'université Paris-Sud, devenue plus tard l'université Paris-Saclay. En 2019, elle a été promue à la classe exceptionnelle des maîtres de conférences. Elle est depuis 2023 professeure des universités. 
Elle est co-autrice, avec Sylvestre Gallot et Jacques Lafontaine, du manuel de Géométrie riemannienne (Universitext, Springer, 1987 ; 3e éd., 2004).